# Данильчук, Максим Александрович
Макси́м Алекса́ндрович Данильчу́к (укр. Максим Олександрович Данильчук; 1999, Барвиновка) — украинский военнослужащий, капитан, участник российско-украинской войны. Герой Украины (2024).

## Биография
С начала полномасштабного вторжения России в Украину Максим Данильчук командует 2-м батальоном 30-й отдельной механизированной бригады. В 2022—2023 годах его подразделение выполняло боевые задачи в Донецкой и Харьковской областях.

## Награды
- Звание «Герой Украины» с удостоением ордена «Золотая Звезда» (23 февраля 2024) — за личное мужество и героизм, проявленные в защите государственного суверенитета и территориальной целостности Украины, верность военной присяге[1].
- Орден Богдана Хмельницкого II степени (28 ноября 2023) — за личное мужество и высокий профессионализм, проявленные в защите государственного суверенитета и территориальной целостности Украины, верность военной присяге[2].
- Орден Богдана Хмельницкого III степени (28 марта 2022) — за личное мужество и высокий профессионализм, проявленные в защите государственного суверенитета и территориальной целостности Украины, верность военной присяге[3].
- Орден «За мужество» III степени (20 октября 2022) — за личное мужество и самоотверженные действия, проявленные в защите государственного суверенитета и территориальной целостности Украины, верность военной присяге[4].